# Astrid Frank
Astrid Frank (Berlín, 9 d'agost de 1944) és el nom artístic d'Eike Pulwer, una actriu de cinema alemanya.

## Biografia
Eike Pulwer havia rebut formació d'actuació i posteriorment va començar el seu primer compromís amb el teatre a Hamburg. Més compromisos la van portar a Munic i Berlín. També va tenir alguns èxits escènics a l'estranger, per exemple, al costat de Fernandel al Théâtre des Variétés de París. A França, on més tard s'instal·laria, també va participar en produccions televisives (sèrie Madame... êtes-vous libre? el 1971).
Des del 1960, tant en pel·lícules de cinema, on va debutar al costat de Willy Millowitsch, com en pel·lícules de televisió, Eike Pulwer va començar a actuar inicialment amb el seu nom de naixement, però als 19 anys va adoptar el nom artístic internacionalment més reconeixible d'Astrid Frank. Inicialment, va aparèixer principalment en pel·lícules com una seductora elegant amb un erotisme genial, sovint com a actriu principal en pel·lícules com Schwarzer Markt der Liebe, Zieh dich aus, Puppe, Claude et Greta i Was Männer nicht für möglich halten. També apareixeria en produccions d'entreteniment al costat de Jean Gabin (La Horse) o Louis de Funès (La Folie des grandeurs) durant la seva estada a França
Fins que es va traslladar a París a finals de la dècada de 1960, Astrid Frank també va aparèixer com a convidada en diverses sèries de televisió (Die Firma Hesselbach, Dem Täter auf der Spur, Salto Mortale, Sherlock Holmes). El 1985 va actuar a la sèrie de televisió estatunidenca de dues parts Tender is the Night basada en una història original de F. Scott Fitzgerald.
Per la seva tasca pionera com a dona en l'àmbit del "cinema fantàstic" (sobretot pels seus curtmetratges Red, 1976 i The Jealous Mirror, 1979), l'artista, que ara viu a Londres, va rebre el premi honorífic "Premi María Honorífica" al LV Festival Internacional de Cinema Fantàstic de Catalunya.

## Filmografia
- 1960: Der wahre Jakob
- 1960: Eine Frau fürs ganze Leben
- 1961: Das Paradies von Pont L’Eveque (telefilm)
- 1962: Der erste Frühlingstag (telefilm)
- 1962: Heute kündigt mir mein Mann
- 1962: Blick über den Zaun (telefilm)
- 1963: Charleys Tante
- 1963: Die Laubenpieper (sèrie de televisió, 5 episodis)
- 1964: Sie schreiben mit (sèrie de televisió, episodi: Nicht träumen Marie)
- 1964: Die fünfte Kolonne (sèrie de televisió, episodi: Eine Puppe für Klein-Helga)
- 1964: ITV Play of the Week (sèrie de televisió, episodi: A Really Good Jazz Piano)
- 1964: Hotel Iphigenie (telefilm)
- 1965: Die Herren
- 1965: Auf einem Bahnhof bei Dijon (telefilm)
- 1966: Schwarzer Markt der Liebe
- 1967: Die Hesselbachs (sèrie de televisió, episodi: … und das Juwel)
- 1967: Die Hesselbachs (sèrie de televisió, episodi:  … und der Ball)
- 1967: Dem Täter auf der Spur (sèrie de televisió, episodi: Am Rande der Manege)
- 1967: Sherlock Holmes (sèrie de televisió, episodi: The Speckled Band)
- 1968: Zieh dich aus, Puppe
- 1968: Sein Traum vom Grand Prix (sèrie de televisió, 5 episodis)
- 1969: Freddy (telefilm)
- 1969: Salto Mortale (sèrie de televisió, episodi: Gastspiel in Marseille)
- 1969: Pater Brown (sèrie de televisió, episodi: Hölle, Hölle, Hölle)
- 1969: Claude et Greta
- 1969: À propos de la femme
- 1970: La Horse
- 1970: Madame êtes-vous libre? (sèrie de televisió, 5 episodi)
- 1971: Das Freudenhaus
- 1971: Der neue heiße Report: Was Männer nicht für möglich halten
- 1971: Kolibri (telefilm)
- 1971: Paragraph 218 – Wir haben abgetrieben, Herr Staatsanwalt
- 1971: Urlaubsreport – Worüber Reiseleiter nicht sprechen dürfen
- 1971: La Folie des grandeurs
- 1972: Au Pair Girls
- 1972: Die dressierte Frau
- 1972: Laß jucken, Kumpel
- 1972: Gene Bradley in geheimer Mission (sèrie de televisió, episodi: Sprengköpfe für Rio)
- 1973: Frühbesprechung (sèrie de televisió, episodi: Volksfest)
- 1973: Casanova '73 (sèrie de televisió, episodi: Miss Germany)
- 1976: Red (curtmetratge, directora i guionista)
- 1976: À chacun son enfer
- 1976: Maria – Nur die Nacht war Zeuge
- 1978: Die Profis (sèrie de televisió, episodi: Die Falle)
- 1979: L'associé
- 1982: The Jealous Mirror (curtmetratge, directora i guionista; rodat el 1979)
- 1985: Tender is the Night (minisèrie, 2 episodis)
- 1990: Gavre Princip – Himmel unter Steinen (director de producció)